# Новый год в России
Новый год — один из календарных российских праздников, отмечается в ночь с 31 декабря на 1 января каждого года.
В СССР Новый год торжественно отмечался начиная с 1 января 1936 года. Праздник вытеснил традиционное празднование Рождества Христова и частично воспринял его символику. Такая традиция в целом сохраняется в постсоветской России. Отмечается также Старый Новый год по юлианскому календарю, 1 января которого приходится на 14 января григорианского календаря; традиционно составлял часть святочного цикла.

## История появления праздника
Сведения о праздновании Нового года в России появляются с конца XV века — «Парижский словарь московитов» (XVI век) сохранил русское название новогоднего праздника: «Первый день во году».
Каждый год начинался с 1 марта по юлианскому календарю, а оканчивался 28 февраля, или 29 февраля в високосные годы.
С 1492 года (с юбилейного 7000 года от Сотворения мира/«от Адама» — согласно Константинопольской эре) каждый новый год в России начинался с 1 сентября по юлианскому календарю. При Петре I в России, начиная с 1700 года от Рождества Христова/«от Христа», новый год стали праздновать ежегодно 1 января по тому же самому юлианскому календарю.

### Празднование Нового года до 1700 года
Во время празднования Нового года в Кремле проводились церемонии «О начатии нового лета», «На летопровождение» или «Действо многолетнего здоровья». Начиналась церемония около 9 часов утра по современному счёту.
На соборной площади Московского Кремля, напротив северных дверей Архангельского собора, перед Красным крыльцом устраивался большой помост. Помост покрывался персидскими и турецкими коврами. Между Архангельским собором и Иваном Великим на помосте устанавливали три аналоя — два для Евангелий и один для иконы Симеона Столпника Летопроводца. Перед аналоями ставили большие свечи, стол с серебряной чашей для освящения воды. Напротив аналоев ставили два места: слева для патриарха, справа для царя.
Патриарх в сопровождении духовенства выходил на действо из западных ворот Успенского собора. Они несли иконы, кресты и хоругви. Когда патриарх выходил на площадь, с Благовещенской паперти выходил царь. Шествия патриарха и царя сопровождалось колокольным звоном на Иване Великом. Звон прекращался после того, как патриарх и царь занимали свои места.
Царь выходил в праздничной одежде. С 1679 года Фёдор Алексеевич начал выходить на действо в Большом царском наряде — то есть в порфире, диадеме, шапке Мономаха. Свита, сопровождавшая царя, была одета «в золотах», то есть в парчовых одеждах и горлатных шапках. По указу от 19 (29) декабря 1680 года на празднования нового года полагалось приходить в золотых ферязях.
Царь прикладывался к Евангелию и иконам, его благословлял патриарх. Патриарх в специальной речи спрашивал о здоровье у царя. Царь ответную речь заканчивал словами: «…дал Бог, жив».
Духовенство и бояре занимали места по чину у мест царя и патриарха. Соборная площадь была заполнена служилыми людьми. На рундуке (помосте) от Благовещенского до Архангельского собора стояли стольники, стряпчие и дворяне, за ними гости. На рундуке между Благовещенским и Успенским соборами стояли стольники младших разрядов, за ними дьяки, полковники, головы и полуголовы стрелецкие. На паперти Архангельского собора стояли иноземные послы и иностранные гости. На рундуке между Архангельским и Успенским собором стояли генералы, полковники, прочие начальные люди и иностранцы. В задних рядах на рундуках стояли прочие чины, одетые не в золотах. Между рундуков и за рундуками стояли стрельцы со знамёнами, барабанами, оружием.
Начиналась служба, митрополиты, архиепископы, епископы и другие духовные лица подходили по двое с поклоном к царю и патриарху. После службы патриарх обращался с длинной «здравственной» речью к царю. Царь отвечал короткой речью и прикладывался к Евангелию и иконам. После этого царя и патриарха поздравляли с новым годом духовные власти; по два в ряд и с низким поклоном. Царь отвечал поклоном головы, а патриарх — благословением. Потом царя поздравляли бояре и прочие светские чины с поклоном на большой обычай (почти до земли). При этом один из старейших произносил поздравительную речь. Потом бояре поздравляли патриарха. Когда взаимные поздравления заканчивались, царя поздравляла вся площадь. Все присутствующие на площади, включая стрельцов, били челом в землю. Государь отвечал поклоном.
После окончания действа царь уходил на обедню в Благовещенскую церковь.

### Преобразования Петра I

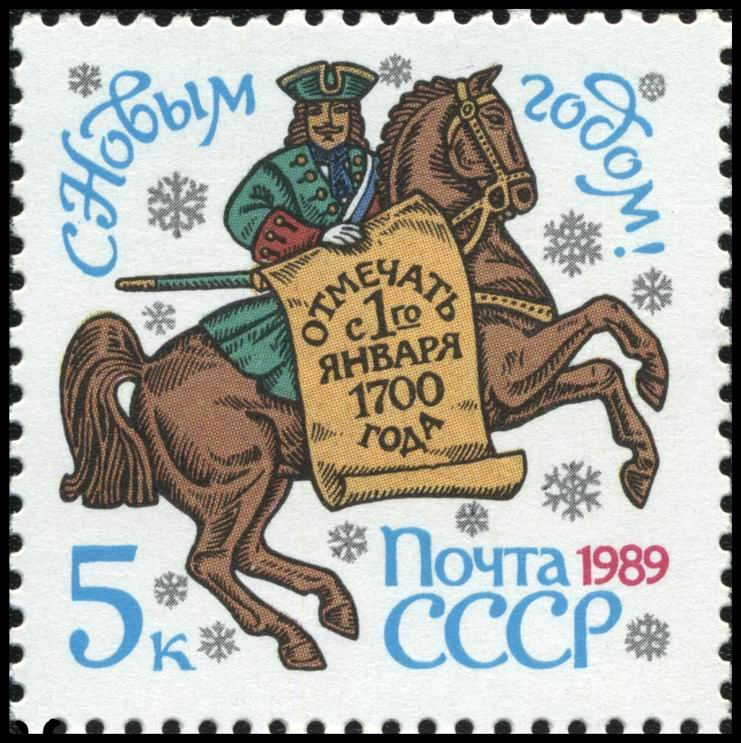
Новогодняя почтовая марка СССР. 1989. С образным представлением указа Петра I № 1736 от «О праздновании Нового года»

20 декабря 1699 года Пётр I издал указ № 1736 о переходе России на новое летоисчисление и переносе празднования Нового года. Таким образом, с 1700 года этот праздник в России стали отмечать, как и в других странах Европы, 1 января, но по старому юлианскому календарю. Одной из причин переноса даты празднования считается желание Петра наладить более тесные дипломатические связи с западноевропейскими странами.

7208 году декабря в 19 день великий государь царь и великий князь Петр Алексеевич, всея Великия и Малыя и Белыя России указал сказать:
Известно ему великому государю стало, не только что во многих европейских христианских странах, но и в народах словенских, которые с восточною православною нашею церковью во всем согласны, как: волохи, молдавы, сербы, долматы, болгары, и самые его великого государя подданные черкасы и все греки, от которых вера наша православная принята, все те народы согласно лета свои счисляют от Рождества Христова в восьмой день спустя, то есть, января с 1 числа, а не от создания мира, за многую рознь и считание в тех летах, и ныне от Рождества Христова доходит 1699 год, а будущего января с 1 числа настает новый 1700 год, купно и новый столетний век; и для того доброго и полезного дела указал впредь лета счислять в приказах, и во всяких делах и крепостях писать с нынешнего января с 1 числа от Рождества Христова 1700 года.
А в знак того доброго начинания и нового столетнего века, в царствующем граде Москве после должного благодарения к Богу и молебного пения в церкви, и кому случится и в дому своем, по большим и проезжим знатным улицам, знатным людям, и у домов нарочитых духовного и мирского чину, перед вороты учинить некоторые украшения от древ и ветвей сосновых, елевых и можжевеловых, против образцов, каковы сделаны на Гостине дворе и у нижней аптеки, или кому как удобнее и пристойнее, смотря по месту и воротам, учинить возможно, а людям скудным комуждо хотя по древцу или ветви на вороты, или над хороминою своею поставить, и чтоб то поспело ныне будущего генваря к 1 числу сего года, а стоять тому украшению генваря по 7 день того ж 1700 года.
Да генваря ж в 1 день, в знак веселия; друг друга поздравляя новым годом и столетним веком, учинить сие: когда на большой Красной площади огненные потехи зажгут и стрельба будет, потом по знатным дворам, боярам, и окольничим, и думным и ближним, и знатным людям, полатного, воинского и купецкого чина знаменитым людям, каждому на своем дворе, из небольших пушечек, буде у кого есть, и из нескольких мушкетов, или иного мелкого ружья, учинить трижды стрельбу и выпустить несколько ракетов, сколько у кого случится, и по улицам большим, где пространство есть, генваря с 1 по 7 число, по ночам огни зажигать из дров, или хворосту, или соломы, а где мелкие дворы, собрався пять или шесть дворов, такой огонь класть, или, кто похочет, на столбиках поставить по одной, по две, или по три смоляные и худые бочки, и наполня соломою или хворостом, зажигать, перед бурмистрскою ратушею стрельбе и таким огням и украшению, по их рассмотрению быть же.
— Указ Петра I № 1736 «О праздновании Нового года»
Однако к 1700 году большинство государств Европы уже перешли на григорианский календарь, поэтому Россия отпраздновала наступление 1700 года на 10 дней позже, чем в европейских странах, наступление 1701—1800 годов — на 11 дней позже, 1801—1900 годов — на 12 дней, а 1901—1918 годов — на 13 дней позже. 1 (14) февраля 1918 года в Советской России был введён григорианский календарь, и празднование наступления 1919 года состоялось уже по новому стилю.

### Новый стиль
С переходом на новый стиль по декрету большевиков в 1918 году, первый Новый год, совпавший с европейским, пришёлся на 1919 год. Кроме того, возник так называемый Старый Новый год, приходившийся на 14 января. Тогда Новый год уже превратился в чисто светский праздник, а Рождество — в церковный. После смерти Петра I, введённый им обычай украшать жилища хвойными ветками и деревьями забылся и возродился в XIX веке, но уже как рождественский обычай, поэтому, например, в многочисленных рассказах про Ленина и ёлку речь идёт про ёлку рождественскую, а не новогоднюю. Даже в 1924 году, незадолго до его смерти, в Горках давали рождественскую ёлку для детей. Правда, до 1919 года православное Рождество праздновалось до Нового года, а не после, как сейчас.
Начиная с 1929 года, празднование Рождества было официально отменено, а Новый год стал обычным рабочим днём. Однако уже 28 декабря 1935 года в «Правде» было опубликовано письмо Первого секретаря Киевского обкома ВКП (б) Павла Постышева:
В дореволюционное время буржуазия и чиновники буржуазии всегда устраивали на Новый год своим детям ёлку. Дети рабочих с завистью через окно посматривали на сверкающую разноцветными огнями ёлку и веселящихся вокруг неё детей богатеев.
Почему у нас школы, детские дома, ясли, детские клубы, дворцы пионеров лишают этого прекрасного удовольствия ребятишек трудящихся Советской страны? Какие-то, не иначе как «левые» загибщики ославили это детское развлечение как буржуазную затею.
Следует этому неправильному осуждению ёлки, которая является прекрасным развлечением для детей, положить конец. Комсомольцы, пионер-работники должны под Новый год устроить коллективные ёлки для детей. В школах, детских домах, во дворцах пионеров, в детских клубах, в детских кино и театрах — везде должна быть детская ёлка! Не должно быть ни одного колхоза, где бы правление вместе с комсомольцами не устроило бы накануне Нового года ёлку для своих ребятишек. Горсоветы, председатели районных исполкомов, сельсоветы, органы народного образования должны помочь устройству советской ёлки для детей нашей великой социалистической родины.
Организации детской новогодней ёлки наши ребятишки будут только благодарны.
Я уверен, что комсомольцы примут в этом деле самое активное участие и искоренят нелепое мнение, что детская ёлка является буржуазным предрассудком.

Итак, давайте организуем веселую встречу Нового года для детей, устроим хорошую советскую ёлку во всех городах и колхозах!
Существует мнение, что в годы Великой Отечественной войны по указу И. В. Сталина новогодние ёлки для детей были запрещены. Однако это не соответствует действительности. Ёлки также устраивались для солдат, сражавшихся в тылу врага, и небольшие ели устанавливались на полях сражений. До 1947 года 1 января в СССР продолжало оставаться рабочим днём. 23 декабря 1947 года указом Президиума Верховного Совета СССР 1 января было объявлено праздничным и выходным днём.
По закону от 25 сентября 1992 года в России и 2 января стало выходным. С 2005 года в России с 1 по 5 января установлены новогодние каникулы (ранее — только 1 и 2), и эти дни объявлены нерабочими, а с учётом выходных дней и Рождества — официального праздничного дня выходные длятся 10 дней. С 2013 года в России новогодние каникулы увеличились до 8 дней (с 1 по 8 января).

## Новогодние традиции

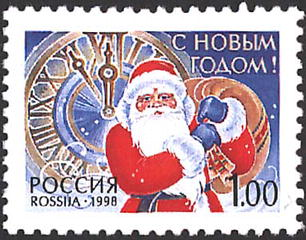
Новогодняя почтовая марка России. 1998

В России начало года 1 января введено первым российским императором Петром I в 1699 году, став одной из его реформ. Новый 1700 год праздновался в Москве по царскому приказанию целых семь дней; домовладельцы должны были ставить перед домами и воротами, для украшения, хвойные деревья, и каждый вечер зажигались смоляные бочки, пускались ракеты, палили из двухсот пушек перед Кремлём и в частных дворах из маленьких орудий. Всё это делалось на немецкий манер.

### Новый год в СССР

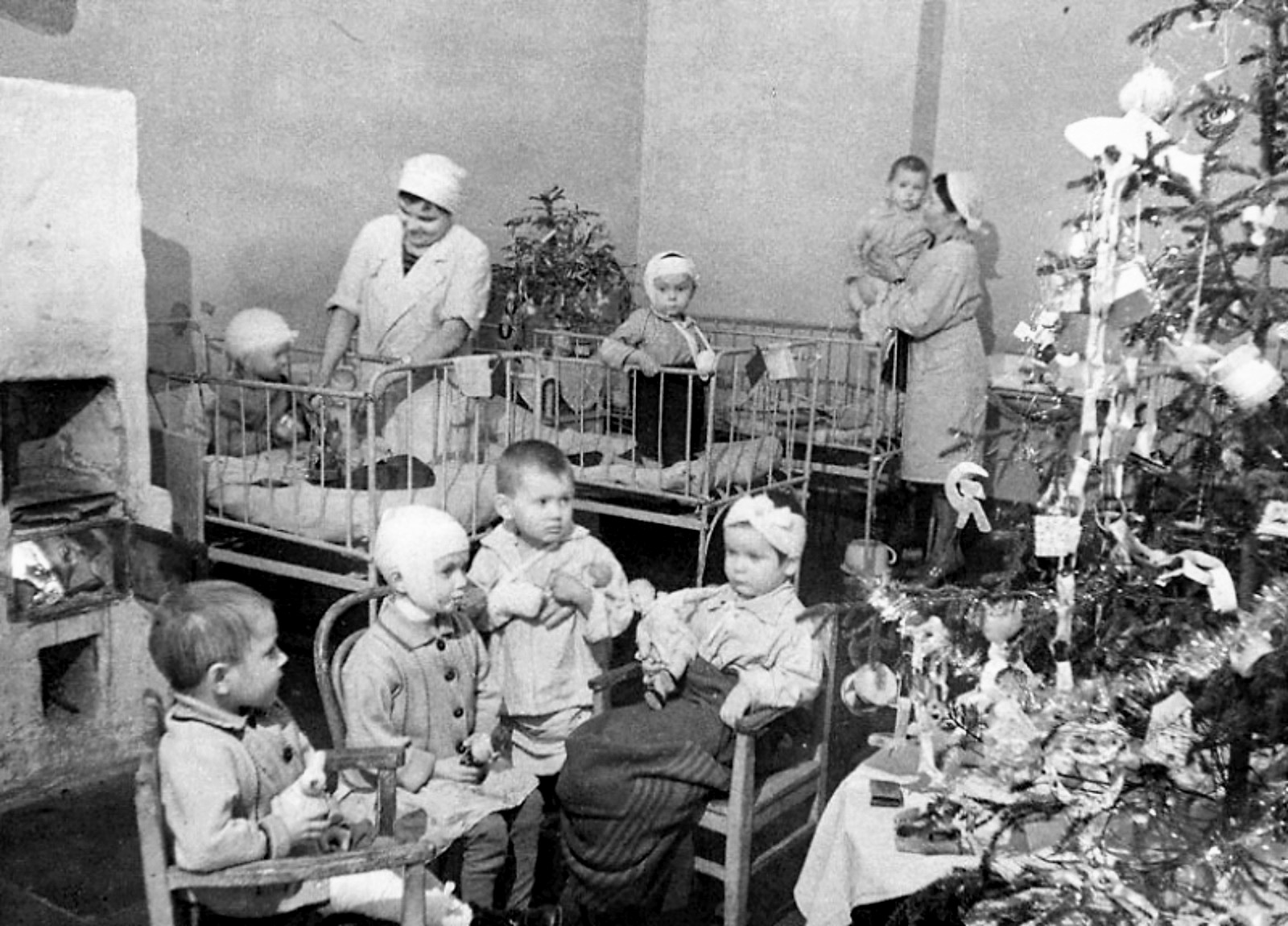
Новогодняя ёлка в хирургическом отделении детской больницы блокадного Ленинграда, 1942

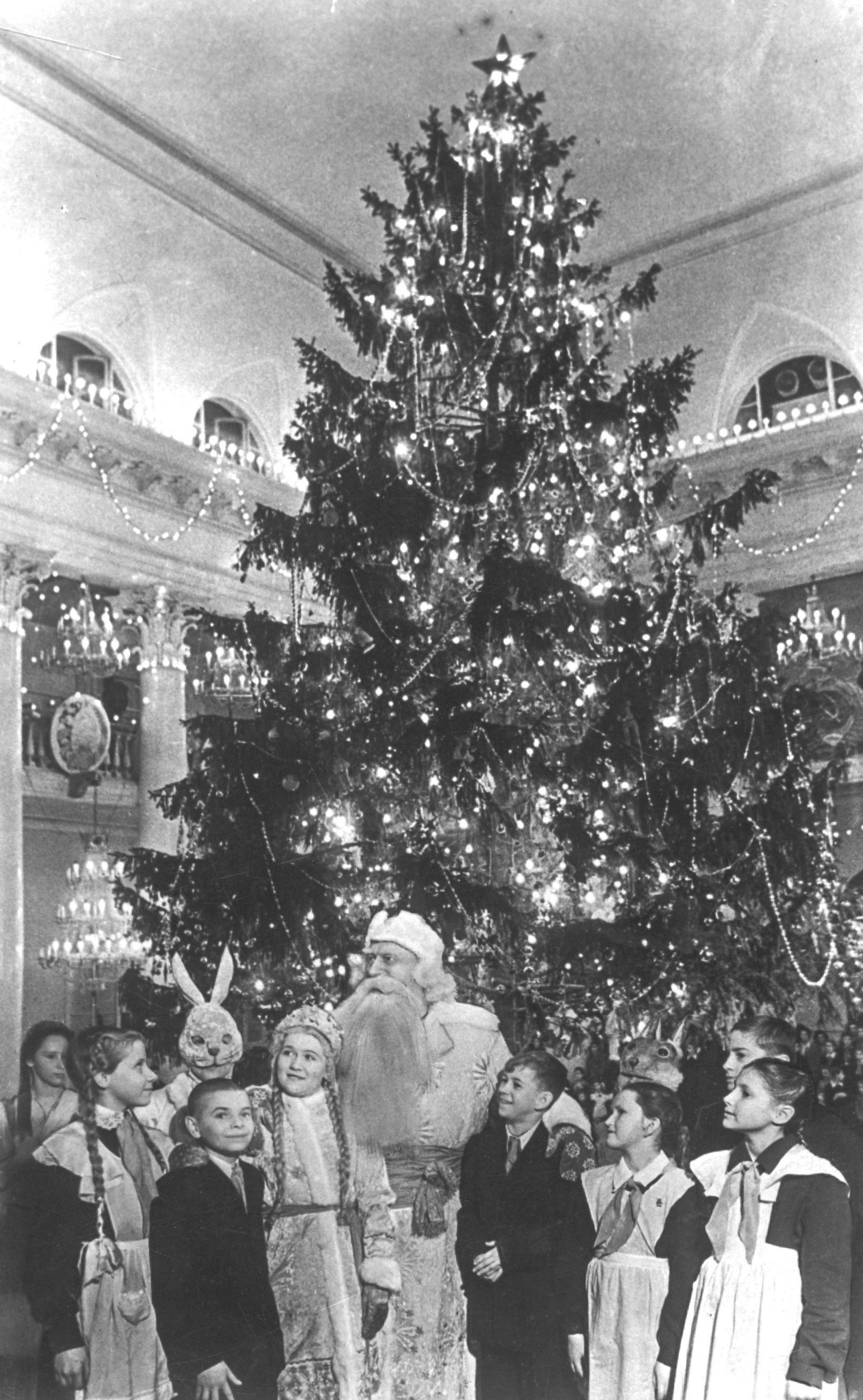
У новогодней елки в Колонном зале Дома союзов во время открытия праздника. 29 декабря 1952

По-настоящему общенациональным праздником Новый Год стал только в СССР. Этому предшествовала отмена Рождества в 1929 году (стало обычным рабочим днём пятидневки) и введения фактически запрета на его празднование в рамках атеистической кампании, проводимой в СССР. Впервые Новый год стали праздновать в 1935 году. Претерпели секуляризацию старые атрибуты Рождества: Дед Мороз, ёлка (дерево и сам праздник), подарки под ёлкой. В январе 1937 года у Деда Мороза появилась обязательная спутница — Снегурочка.
Празднование Нового года, как новая советская традиция, одной из первых описана в рассказе «Чук и Гек» Аркадия Гайдара 1939 года и в повести «Комендант снежной крепости».
В советское время также появились собственные атрибуты Нового года: мандарины, салат оливье, бой курантов, во время которого нужно обязательно загадать желание, торжественное обращение государственного лидера к гражданам страны. В Российской империи в новогоднюю ночь проводились балы, в советское время на смену им пришли, как и в ряде других стран, новогодние огоньки и застолья, которые сопровождают традиционные песни, такие как «В лесу родилась ёлочка», «Маленькой ёлочке холодно зимой» и «Пять минут».
В 1954 году впервые зажглась главная ёлка страны — Кремлёвская.

#### Новый год в кинофильмах СССР
Советская традиция празднования Нового года является одним из основных сюжетов в фильмах:
- «Чук и Гек» (1953, реж. И. Лукинский);
- «Карнавальная ночь» (1956, реж. Э. Рязанов);
- «Как рождаются тосты» (т/ф, 1962, реж. А. Тутышкин);
- «Зигзаг удачи» (1968, реж. Э. Рязанов);
- «В тринадцатом часу ночи» (т/ф, 1969, реж. Л. Шепитько);
- «Новогоднее похищение» (т/ф, 1969, реж. Ю. Сааков);
- «Джентльмены удачи» (1971, реж. А. Серый);
- «Телеграмма» (1971, реж. Р. Быков)
- «Двенадцать месяцев» (т/ф, 1972, реж. А. Граник);
- «Эта весёлая планета» (1973, реж. Ю. Сааков, Ю. Цветков);
- «Ирония судьбы, или С лёгким паром!» (т/ф, 1975, реж. Э. Рязанов);
- «Новогодние приключения Маши и Вити» (т/ф, 1975, реж. И. Усов, Г. Казанский);
- «Чародеи» (т/ф, 1982, реж. К. Бромберг);
- «Снегурочку вызывали?» (т/ф, 1985, реж. В. Морозов).

### Новые веяния

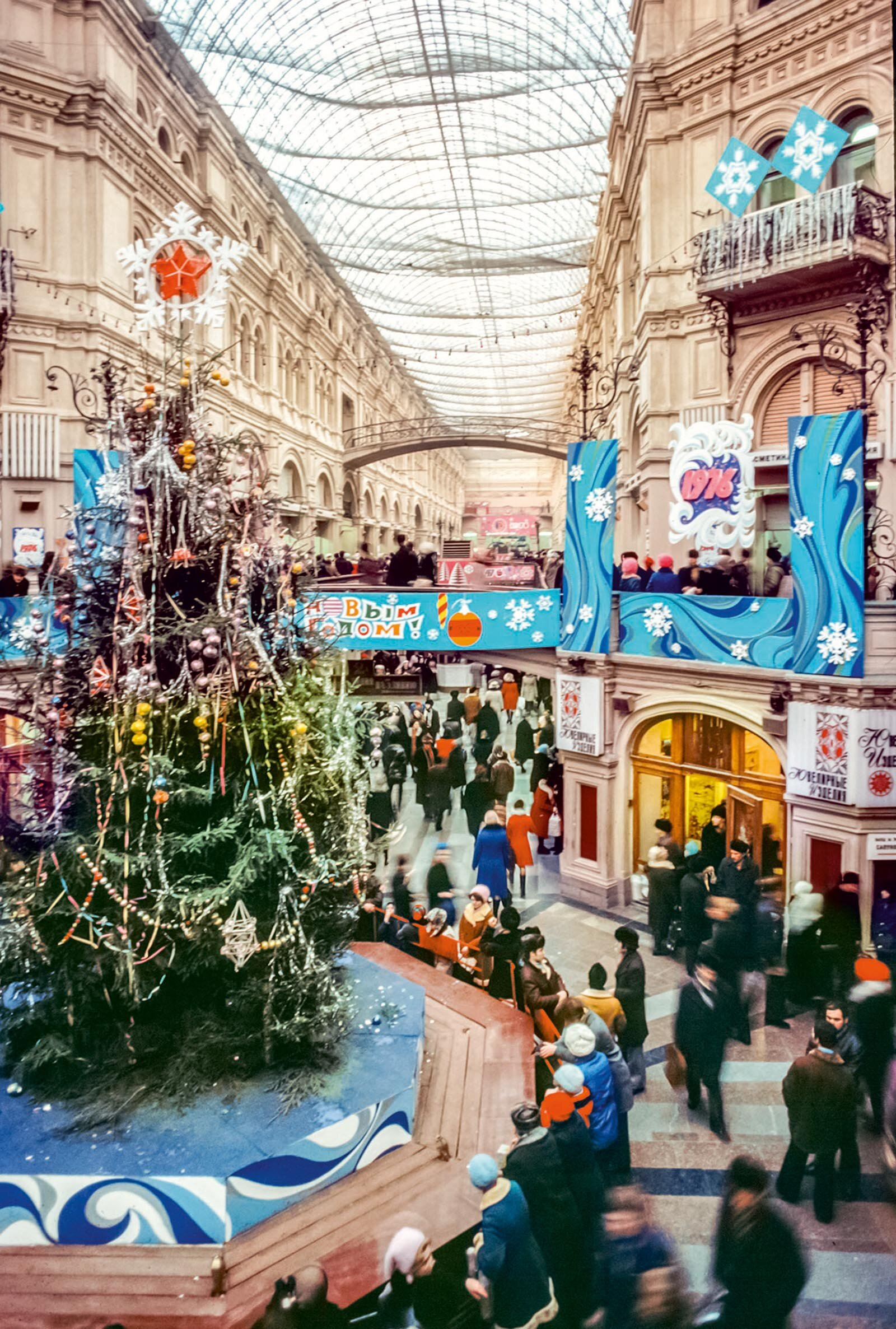
В ГУМе накануне новогодних праздников. Декабрь 1975

С конца 1970-х годов в Советском Союзе и других странах Европы появилось модное веяние связывать приход Нового года с одним из животных китайского гороскопа (крыса, бык, свинья и другие), даже несмотря на то, что китайский Новый год наступает позже.
С конца 1980-х годов всё более популярной становится североатлантическая (в первую очередь американская) святочная символика: оленья упряжка Санта-Клауса, сочетания красного с зелёным в декоративных элементах, открытки с изображениями венков, которые в России обычно не приняты.
С 1992 года в России нерабочими днями были только 1 и 2 января. С 2005 года с 1 по 5 января были установлены новогодние каникулы; позднее, благодаря переносам выходных дней и Рождеству 7 января, продолжительность в отдельные года доходила до 11 дней. С 2013 года к новогодним каникулам добавились 6 и 8 января. Государственным праздником остаётся и Рождество Христово. В некоторые годы новогодние каникулы начинаются с 31 декабря (даже если дата конкретного года выпадает на будний день), если указом Государственной Думы делается перенос выходного дня на последний календарный день года.
С конца 1980-х годов в продажу начали поступать бытовые фейерверки (как и прочая пиротехника) и постепенно вошло в традицию сразу после полуночи зажигать их, как организованно, так и экспромтом, жителями населённого пункта, района, квартала, дома или отдельной компанией празднующих.
С появлением дешёвых светодиодных гирлянд новогодняя иллюминация стала намного доступнее и популярнее.

## Новый год в кругу других российских праздников

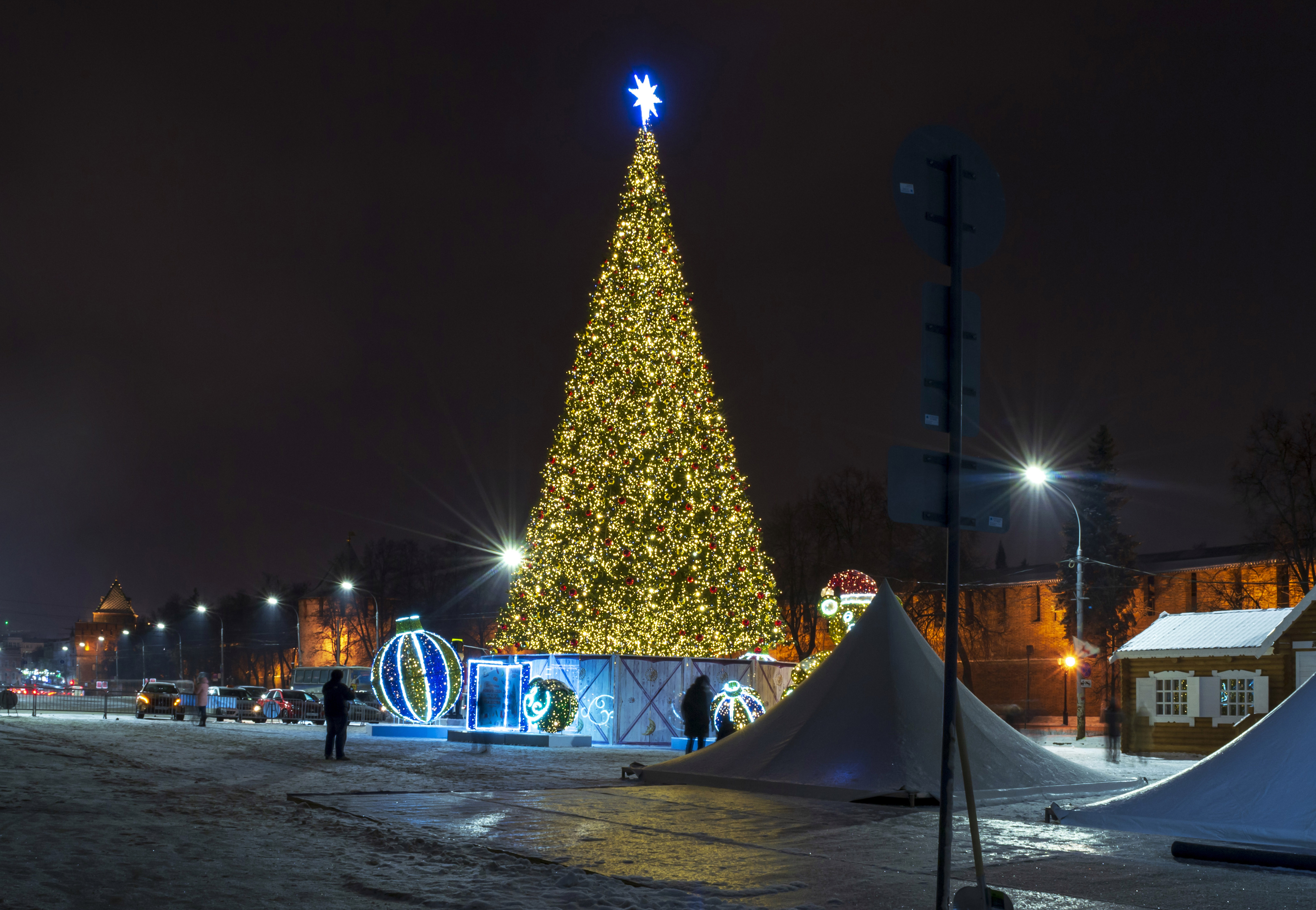
Новогодняя ёлка в Нижнем Новгороде на площади Минина

Новый Год в СССР стал одним из главных праздников, наряду с Первомаем и Днём Октябрьской революции. В современной России, так же, как и в ряде постсоветских государств, он остаётся главным праздником.

### Новогодняя ёлка
Кроме России, традиция устанавливать новогодние ёлки существует и в других странах, где их не принято устанавливать на Рождество: например, в Турции и Вьетнаме.

### Новогодний стол
При встрече Нового года близкие люди собираются за новогодним столом обычно вечером 31 декабря уходящего года. В полном варианте празднования Нового Года собравшиеся сначала «провожают» старый год — вспоминают, чем он запомнился, или что в нём было главным для каждого из собравшихся; желают друг другу, чтобы всё лучшее из старого года перешло в новый.

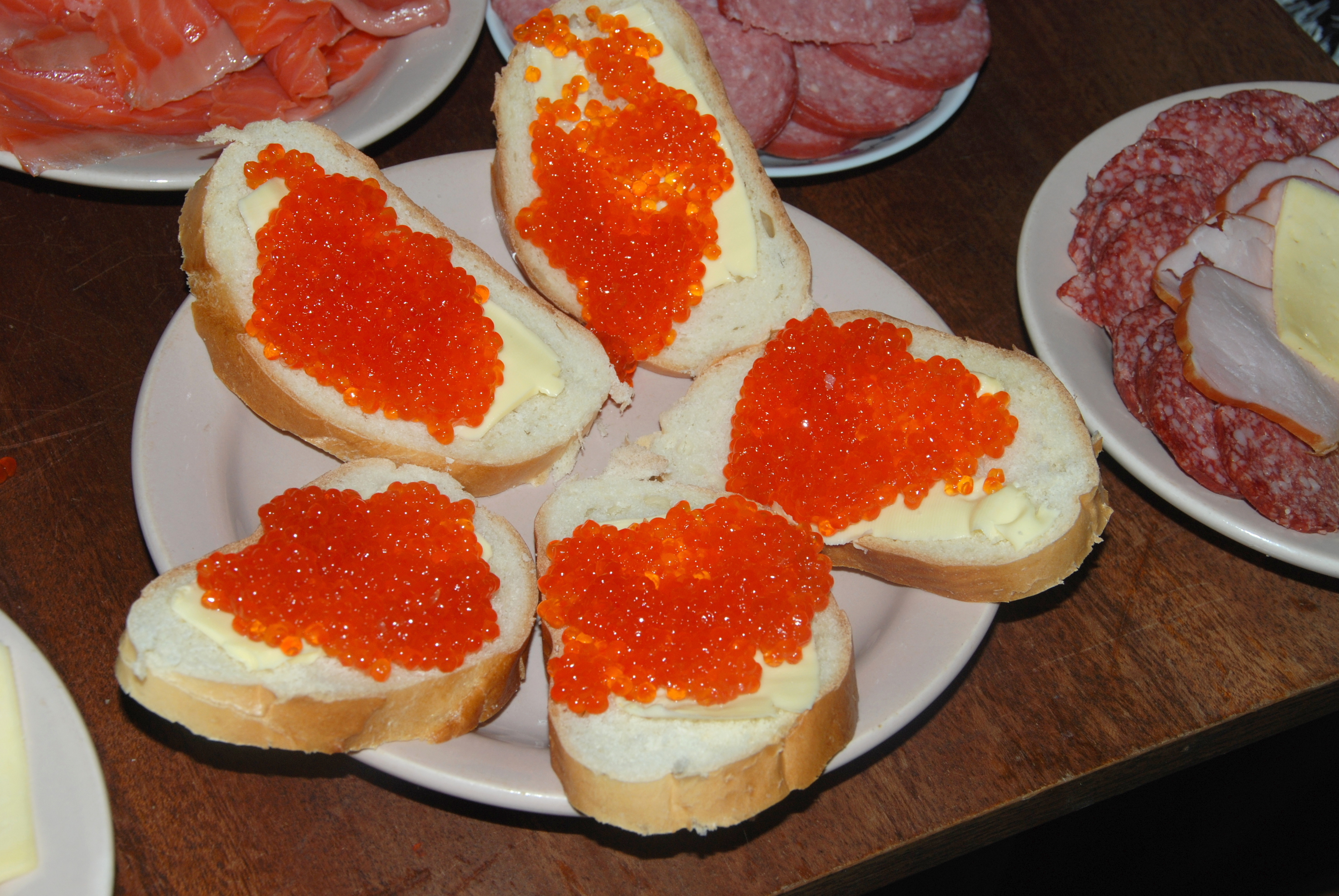
Бутерброды с красной икрой

Неизменными атрибутами новогоднего стола в России по традиции являются шампанское, салаты оливье, мимоза и сельдь под шубой, мандарины, вино и водка, огурчики, колбаска и другая мясная нарезка, капуста квашеная, шпроты.
После речи главы государства в 12 часов ночи начинается перезвон курантов. С двенадцатым ударом часов, знаменующим приход нового года, принято чокаться бокалами с шампанским (и загадывать желание).

### Дед Мороз
Дед Мороз — сказочный персонаж, символ Нового Года в России.
Дед Мороз впервые появился на Рождество в 1910 году, однако не приобрёл широкого распространения. В советское время был распространён новый образ: он приходил к детишкам под Новый год и оставлял под ёлкой подарки детям, которые хорошо себя вели в течение года (из-за чего им сделано исключение не спать в новогоднюю ночь). Работал он не один, ему помогала внучка Снегурочка.

### Новогодние фильмы
В СССР перед каждым Новым годом по телевизору показывали набор «новогодних фильмов», например:
- Карнавальная ночь
- Ирония судьбы, или С лёгким паром!
- Джентльмены удачи
- Новогодние приключения Маши и Вити
- Чародеи
- Зигзаг удачи
- Иван Васильевич меняет профессию
- Девчата
- Бриллиантовая рука
- Ищите женщину
- Эта весёлая планета
- Самогонщики
- Пёс Барбос и необычный кросс
- Кавказская пленница, или Новые приключения Шурика
- Операция «Ы» и другие приключения Шурика
- Сказка «Морозко»
- Сказка «Три орешка для Золушки»
- Крепостная актриса

### Новогодние мультфильмы
Для детей в СССР выпускались специальные новогодние киносказки, многие с повторяющимися элементами и схожими, не выделяющимися названиями: «Новогодняя сказка», «Новогоднее приключение», «Снежная сказка». М. В. Ёлкина считает вершиной этого мультипликационного жанра фильм 1950 года «Когда зажигаются ёлки».
- 32 декабря
- Двенадцать месяцев
- Дед Мороз и лето
- Дед Мороз и серый волк
- Зима в Простоквашино
- Как Ёжик и Медвежонок встречали новый год
- Когда зажигаются ёлки
- Кто придёт на Новый год?
- Лунная дорожка
- Мисс Новый Год
- Мороз Иванович
- Новогоднее путешествие
- Новогодняя песенка Деда Мороза
- Новогодняя сказка
- Ну, погоди! (выпуск 8)
- Падал прошлогодний снег
- Снеговик-почтовик
- Снегурочка
- Снежная королева
- Тимошкина ёлка
- Три богатыря и принцесса Египта
- Умка
- Умка ищет друга
- Франтишек
- Чудесный колодец
- Щелкунчик

В наши дни традиция показа мультфильмов продолжается, однако к списку добавляются и современные мультфильмы.
- Илья Муромец и Соловей-Разбойник
- Алёша Попович и Тугарин Змей
- Добрыня Никитич и Змей Горыныч
- Три богатыря и Шамаханская царица
- Три богатыря на дальних берегах
- Три богатыря. Ход конём
- Три богатыря и морской царь
- Три богатыря и принцесса Египта
- Три богатыря и наследница престола
- Конь Юлий и большие скачки
- Три богатыря и Конь на троне
- Три богатыря и Пуп Земли
- Иван Царевич и Серый Волк
- Иван Царевич и Серый Волк 2
- Иван Царевич и Серый Волк 3
- Иван Царевич и Серый Волк 4
- Иван Царевич и Серый Волк 5
- Умка на ёлке

 Категория : Новогодние мультфильмы

### Новогодние песни
- «Пять минут» (из к/ф «Карнавальная ночь») — исп. Людмила Гурченко[15]
- «Диалог у новогодней ёлки» (из к/ф «Москва слезам не верит») — исп. Сергей Никитин, Валентина Толкунова и Леонид Серебренников
- «Песня о снежинке» (из к/ф «Чародеи») — исп. Ольга Рождественская и ВИА Добры молодцы, Дмитрий Маликов и группа «Дайкири»
- «Новый Год» — Ирина Отиева[16]
- «Вечер при свечах» — исп. Весёлые ребята[17]
- «Новогодние игрушки» (А. Хоралов) — исп. дуэт Аркадий Хоралов и Аурика Ротару
- «Новый год» (Ю.Лоза) — исп. Юрий Лоза
- «Новогодняя» — Машина времени[18]
- «С первого по тринадцатое» — исп. Александр Абдулов, Несчастный случай
- «Новый год» (И. Саруханов) — исп. Лолита Милявская, Владимир Пресняков, Марина Хлебникова, Игорь Саруханов, Валерий Сюткин, Алёна Свиридова, группы Старый приятель, Лицей, Любэ и Отпетые мошенники
- «Под Новый год» — исп. Татьяна Буланова
- «Новогодняя» («Новый год к нам мчится…») — исп. Дискотека Авария
- «С Новым годом, крошка» — исп. группа Мумий Тролль
- «Новогодняя» («Медленно шарик вертится») — исп. Гости из будущего
- «Белая зима» — исп. София Ротару
- «Смех звенит серебром» (из мюзикла «За двумя зайцами») — исп. Алла Пугачёва
- «Новогодняя» - исп. Блестящие
- «С Новым годом» — исп. Фабрика Звёзд-3
- «Это Новый год» — Нюша
- «Начинаем отмечать!» — Ленинград
- «С Новым годом» - исп. гр. Dabro

### Новогоднее обращение главы государства
В 23:55 31 декабря глава государства обращается к народу с речью. Обращение транслируется средствами массовой информации.
В СССР и России традиция таких обращений начинается с выступления Леонида Брежнева перед Новым 1976 годом. Начиная с 1981 года и вплоть до 1985 года поздравление зачитывал диктор Центрального телевидения Игорь Кириллов. С 1985 года с новогодним обращением выступал Генеральный секретарь ЦК КПСС Михаил Горбачёв. В 1986 и 1988 году вечером 1 января также Горбачёв обращался к народу США, а к советскому народу обратился президент Рональд Рейган. За 5 дней до нового 1992 года Михаил Горбачёв выступил с заявлением о своей отставке с поста Президента СССР и 31 декабря 1991 года вместо главы государства перед телезрителями выступил сатирик Михаил Задорнов.
Перед новым 2000 годом сперва в полдень 31 декабря 1999 года прозвучало обращение первого Президента России Бориса Ельцина, в котором он заявил о своей отставке (это обращение было повторено несколько раз), а через 12 часов с наступающим Новым годом телезрителей поздравил уже исполняющий обязанности Президента, Председатель Правительства России Владимир Путин. А перед 2014 годом 31 декабря 2013 года в России в разных регионах показали разные обращения: в регионах с Магаданским временем показали обращение, записанное на территории Московского Кремля, а на другие регионы показали обращения, записанное в Хабаровске. Перезапись обращения была в связи с тем, что накануне Нового Года произошёл двойной теракт в Волгограде, и в новом обращении был упомянут этот факт, а показ старого обращения на Камчатке назвали «технической недоработкой» — запись обращения не успели передать на ТВ к тому времени. Но и на некоторых каналах в Владивостоке было всё равно показано старое новогоднее обращение.
После обращения главы государства средства массовой информации ровно в полночь транслируют сигнал точного времени (в России им служит бой курантов Кремля), знаменующий начало нового года. Как правило, после этого сигнала исполняется государственный гимн страны.

### Новогодние развлекательные телепрограммы

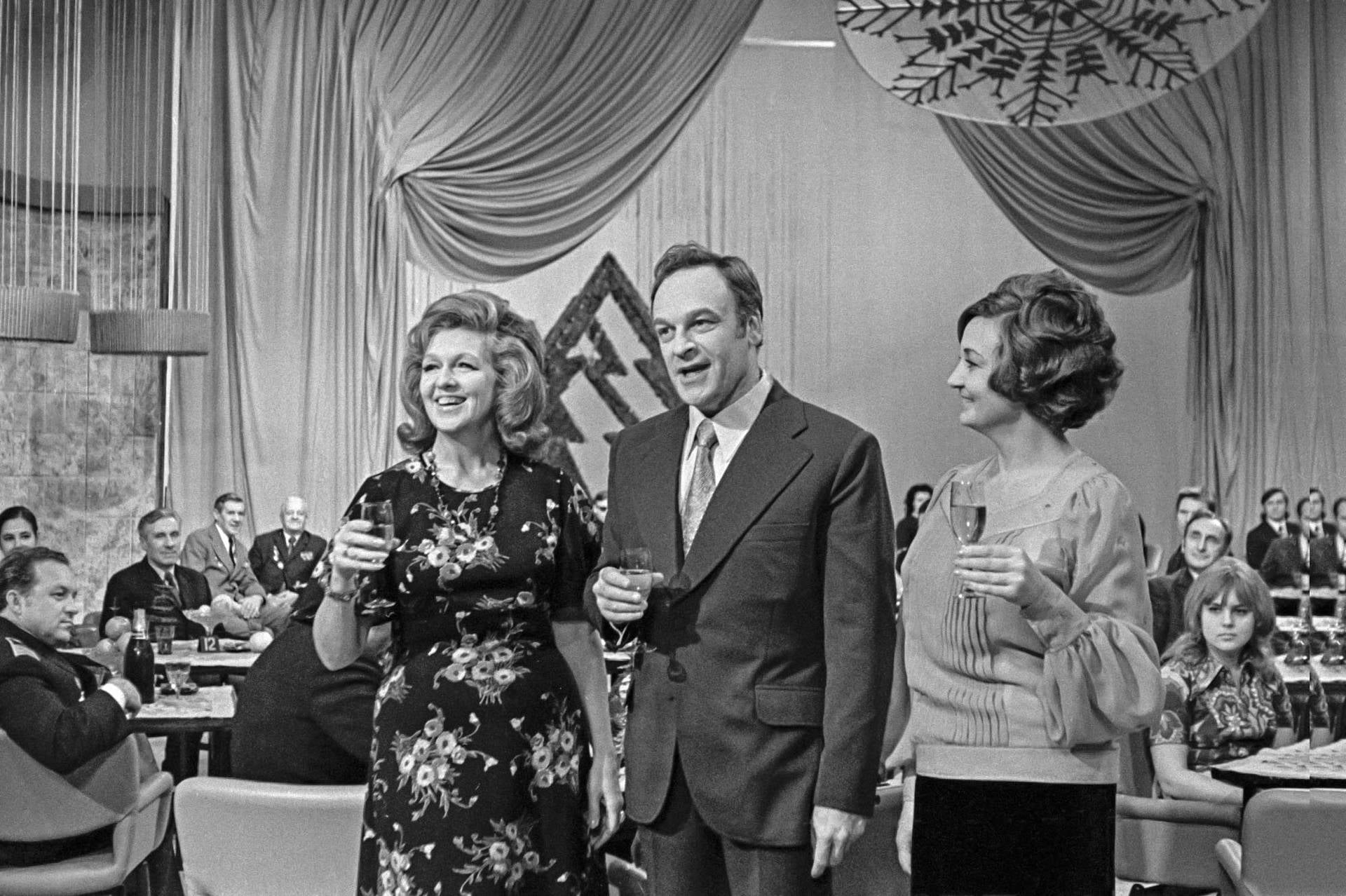
Дикторы Центрального телевидения Валентина Леонтьева (слева), Игорь Кириллов и Анна Шилова ведут праздничный новогодний «Голубой огонёк». Москва. Январь 1975 г.

После новогоднего обращения в эфире популярных телеканалов транслируются развлекательные программы, такие как Голубой огонёк, Новогодняя ночь на Первом канале, Старые песни о главном, снимавшиеся за несколько месяцев до Нового года. В 1993 году после боя курантов перед началом развлекательных программ ведущие 1 канала Останкино Светлана Моргунова, Иван Демидов, Владислав Листьев, Леонид Якубович, Юрий Николаев, Игорь Кириллов вместе со звёздами эстрады исполнили песню из кинофильма «Карнавальная ночь»[значимость факта?].
Первой развлекательной программой в СССР стала передача «Голубой огонёк». В начале 1990-х годов на первой программе транслировалась передача «Новогодняя ночь».
В 1994 году свой подарок преподнёс канал НТВ. В эфире был проект «Новогоднее телевидение», съёмки которой проходили в клубе «Пилот». Вёл программу Леонид Парфёнов. Программа напоминала сказку Корнея Чуковского «Путаница». В этом проекте звёзды с помощью караоке исполняли песни из чужого репертуара. Затем появились зарубежные хиты. Программа состояла из трёх категорий: «Чужая песня своим голосом», «Не споёт никто, кроме» и зарубежный шлягер. Впервые в программе песню Олега Газманова «Морячка» исполнил Филипп Киркоров. Через три года песня вошла в его репертуар.
В 1996 году в эфире ОРТ вышел проект «Старые песни о главном». Начиная с 2000-х годов выходит программа «Новогодняя ночь на Первом канале». На телеканале Россия-1 выходит передача «Голубой огонёк» Телеканал РЕН ТВ транслировал программу «Неголубой огонёк» с участием звёзд отечественной эстрады и рок-музыки.